# Arctic Village
Arctic Village, eller Vashrąįį K'ǫǫ på det athabaskiska språket gwich'in, är en indianby och en census-designated place (CDP) i Yukon-Koyukuk Census Area i Alaska. Vid folkräkningen 2010 hade Arctic Village 152 invånare. Detta innebar inte någon förändring från räkningen 2000 och den förnyade folkräkningen 2020 innebar heller ingen direkt förändring. Byn är belägen inom språkområdet för gwitch'in, med den lokala dialekten di'haii gwitch'in eller shahanh. År 1999 talade och förstod mer än 95 procent av befolkningen gwitch'in.